# Mathilde av Belgien
Mathilde Marie Christine Ghislaine, StkBLeopO (född: Ec. Mathilde Marie Christiane Ghislaine d'Udekem d'Acoz), född 20 januari 1973, är gift med den belgiske kungen Philippe och därmed belgarnas drottning sedan sin makes trontillträde den 21 juli 2013. De gifte sig den 4 december 1999 i Bryssel.

## Barn
- Prinsessan Elisabeth av Belgien, hertiginna av Brabant, född 25 oktober 2001
- Prins Gabriel av Belgien, född 20 augusti 2003
- Prins Emmanuel av Belgien, född 4 oktober 2005
- Prinsessan Eléonore av Belgien, född 16 april 2008

## Galleri

Mathilde d'Udekem d'Acoz' vapensköld.
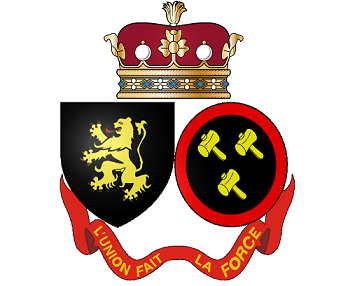
Kronprins Philippes och kronprinsessans Mathildes vapen.
Kung Philippes och drottning Mathildes vapen.